# Mount Wilcox (Alberta)
Der Mount Wilcox (auch als Wilcox Peak bezeichnet) ist ein 2884 m hoher Berg mit einer Schartenhöhe von 509 m in den kanadischen Rocky Mountains in der Provinz Alberta. Er liegt im Jasper National Park, direkt am Besucherzentrum des Columbia-Eisfeldes. Der Icefields Parkway quert die Basis des Berges. Der nächsthöhere Gipfel ist der Nigel Peak, 3,35 km nordöstlich gelegen. Zum Aufstieg vom Wilcox Pass aus ist moderates Kraxeln erforderlich. Aufgrund seiner Lage bietet er einen der besten Ausblicke auf den Athabasca-Gletscher.

## Geschichte
Der Berg wurde von J. Norman Collie 1899 Wilcox Peak nach Walter Wilcox benannt, einem frühen Erforscher der kanadischen Rocky Mountains, der 1896 auch die Erstbesteigung ausführte. Der Name Wilcox Peak wurde 1924 offiziell durch das Geographical Names Board of Canada anerkannt. Das Gremium änderte ihn 1928 in Mount Wilcox, um schließlich 1956 zur Bezeichnung Wilcox Peak zurückzukehren.

## Klima
In Bezug auf die Klimaklassifikation nach Köppen und Geiger herrscht am Mount Wilcox ein Dauerfrostklima mit kalten, schneereichen Wintern und milden Sommern. Die Temperaturen können im Winter unter −20 °C fallen, unter Berücksichtigung von Windchill-Einfluss unter −30 °C. Die Monate Juni bis September bieten die besten Wetterbedingungen für einen Aufstieg. Die Niederschläge fließen in den Sunwapta River, einen Nebenfluss des Athabasca River, ab.

## Galerie

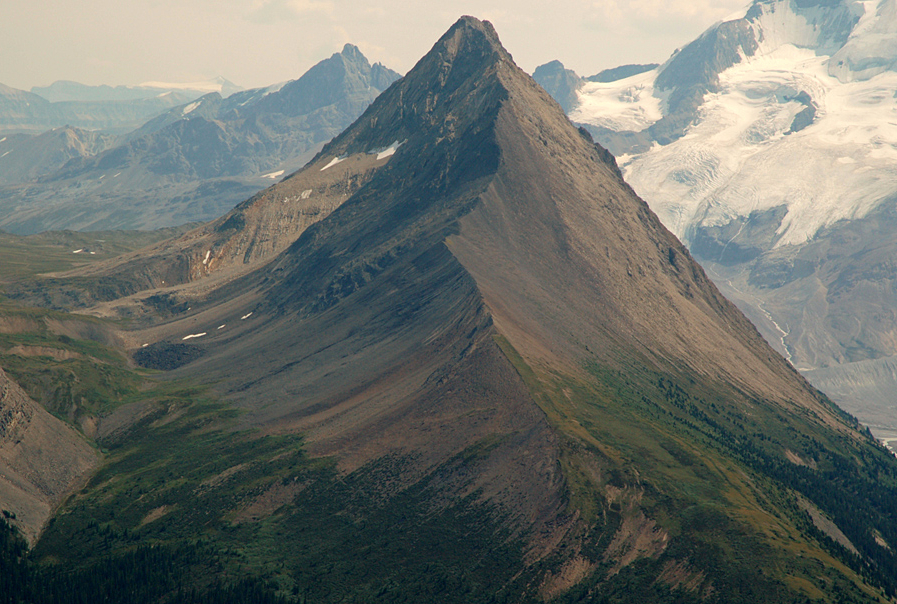
Der Nordgrat des Mount Wilcox vom Tangle Ridge aus
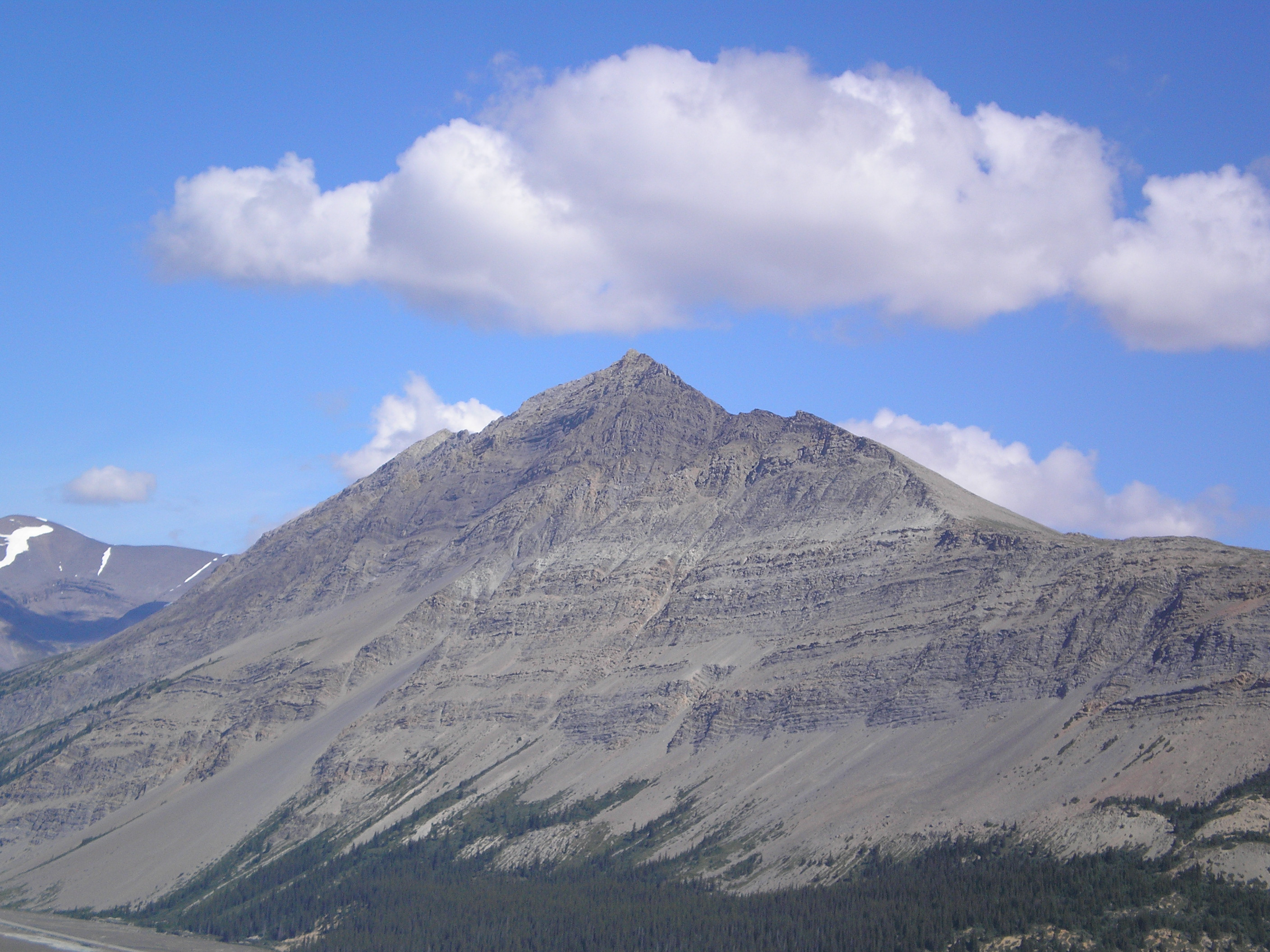
Mount Wilcox vom Athabasca-Gletscher aus
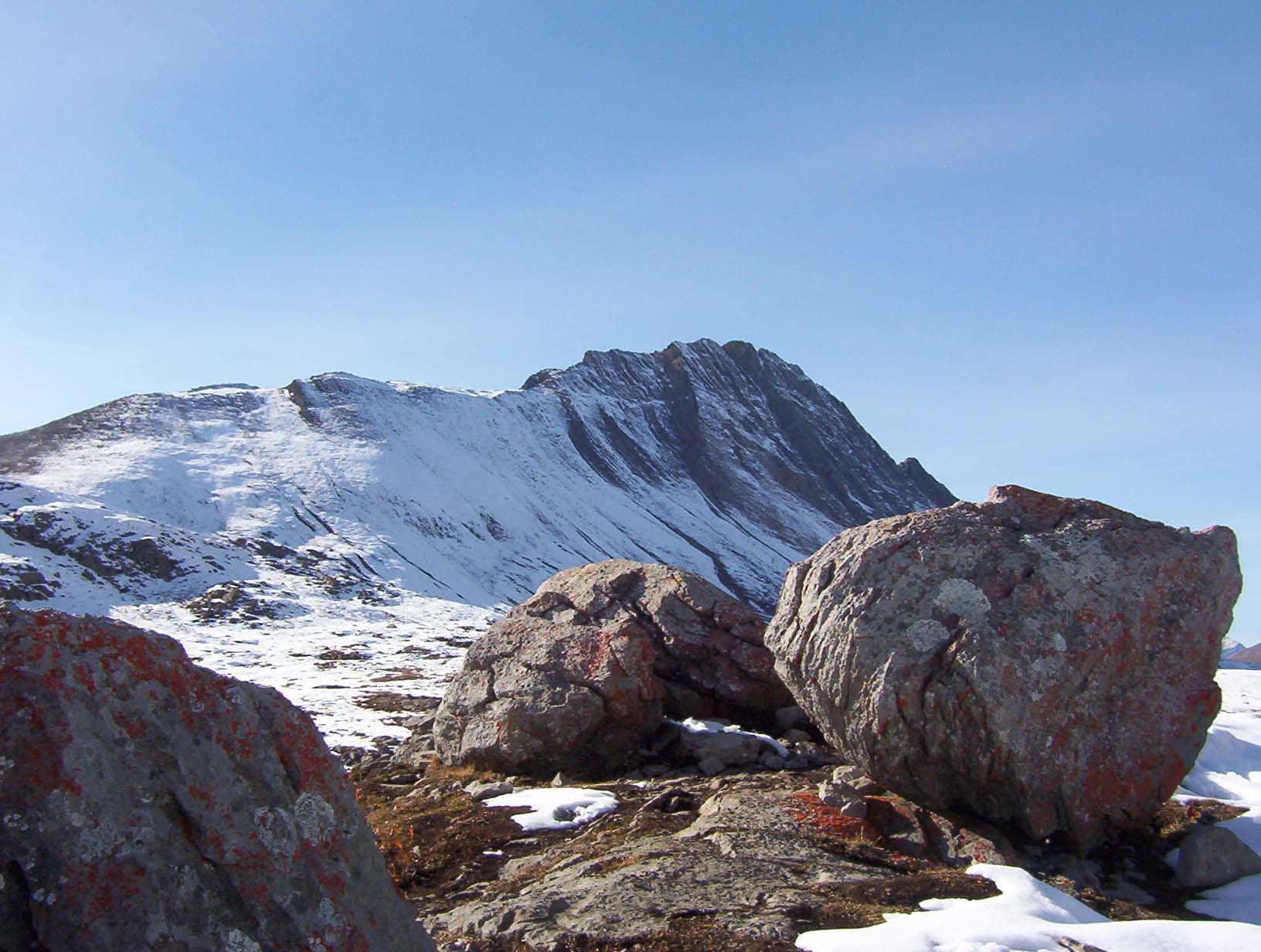
Mount Wilcox vom Wilcox Pass aus
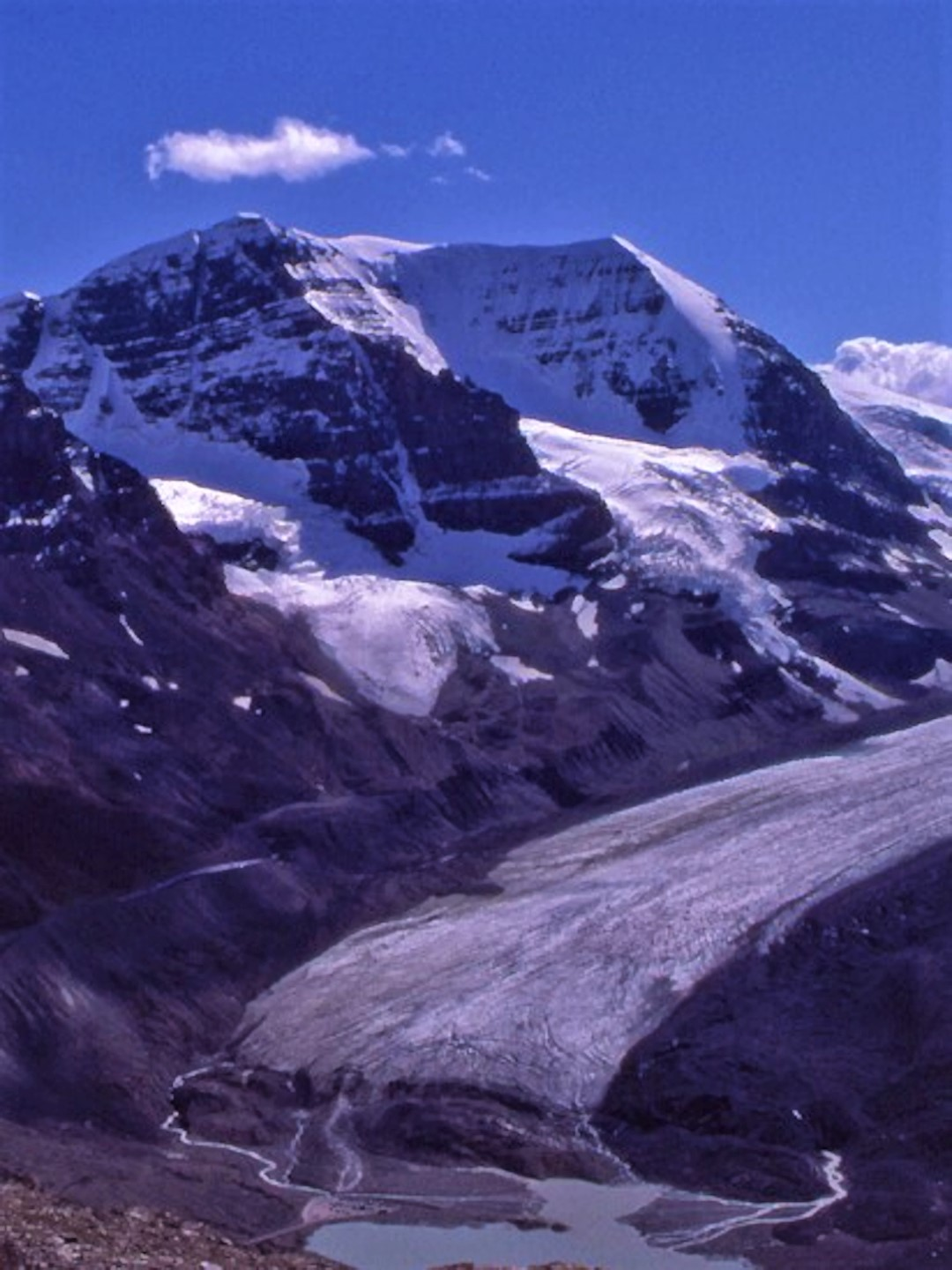
Mt. Andromeda vom Wilcox Pass aus